# لغة القردة العليا
تشمل الأبحاث في لغة القردة العليا تعليم الشمبنزي والبونوبو والغوريلا وإنسان الغاب التواصل مع البشر ومع بعضها البعض من خلال لغة الإشارة، والرموز الجسدية، والليكسيغرامية أو اليركش وهي مجموعة 120 رمزًا تصوريًا على لوحة مفاتيح استعملت في تجارب بداية السبعينيات. ويجادل بعض علماء القردة العليا بأن استخدام القردة العليا لهذه الأدوات تدل على قدرتها على استخدام اللغة، بالرغم من أن هذا الإدعاء لا يتسق مع بعض التعاريف لمصطلح اللغة، كما أن مقارنة التجارب أثبتت أن الببغاء أليكس حقق نتائج إيجابية أعلى في تعلم اللغة من القردة، وبالأخص إدراكه لسؤال ما لونه؟ والأجابة رمادي بعد تدريب لست مرات فقط.

## أسئلة في أبحاث لغة الحيوان
أي بحث يخص لغة الحيوان يهدف إلى الإجابة على هذه الاسئلة:
- ما هي المشاكل التي يمكن للحيوان ان يحلها دون لغة، وهل باستطاعته حلها بطريقة أفضل بعد أن تلفوا تدريب على اللغة؟
- هل الدروس التي تعلمها الحيوان يمكن ان تدرس لاطفال البشر؟
- كيف وكم تختلف قدرة الحيوان في تعلم اللغة عن قدرة الإنسان؟
- ما هو الخط الذي يصل بين اللغة واشكال الاتصال الأخرى؟

## انتقادات لأبحاث لغة القردة العليا
شكك عدد من العلماء بما فيهم عالم اللغويات نعوم تشومسكي من معهد MIT وعالم الإستعراف ستيفن بينكر بادعاءات أبحاث لغة القردة العليا.
وأحد أسباب الشك في نتائج هذه الأبحاث هو السهولة التي يتعلم بها البشر اللغة مقابل الصعوبة بتعليم القردة، كما أن هنالك تساؤلات فيما إن وجدت بداية أو نهاية للإيماءات ذات الإشارة اللغوية وفما إن كانت القردة تفهم اللغة الإشارية أم أنها ببساطة تقوم بحركات مقابل مكافأة.
وتستعمل لتدريب القرود اللغة الإشارية الأمريكية ولكن المستخدمين لهذه اللغة لاحظوا أن مجرد معرفة مفردات هذه اللغة لا يعني امتلاك لغة إشارية.